# Scaphytopius labellus
Scaphytopius labellus är en insektsart som beskrevs av Delong 1980. Scaphytopius labellus ingår i släktet Scaphytopius och familjen dvärgstritar. Inga underarter finns listade i Catalogue of Life.